# Josa (geslacht)
Josa is een geslacht van spinnen uit de  familie van de Anyphaenidae (buisspinnen).

## Soorten
- Josa analis (Simon, 1897)
- Josa andesiana (Berland, 1913)
- Josa bryantae (Caporiacco, 1955)
- Josa calilegua Ramírez, 2003
- Josa chazaliae (Simon, 1897)
- Josa gounellei (Simon, 1897)
- Josa keyserlingi (L. Koch, 1866)
- Josa laeta (O. P.-Cambridge, 1896)
- Josa lojensis (Berland, 1913)
- Josa lutea (Keyserling, 1878)
- Josa maura (Simon, 1897)
- Josa nigrifrons (Simon, 1897)
- Josa personata (Simon, 1897)
- Josa riveti (Berland, 1913)
- Josa simoni (Berland, 1913)